# Tajuria maculatus
Tajuria maculatus är en fjärilsart som beskrevs av William Chapman Hewitson 1865. Tajuria maculatus ingår i släktet Tajuria och familjen juvelvingar. Inga underarter finns listade i Catalogue of Life.